# Liste des comtes de Portugal
Voici la liste des comtes de Portugal, un comté qui faisait partie du Royaume des Asturies puis du Royaume de Galice avant son érection en entité indépendante en 1139. Le comté s'appelait de Portucale ou Portucalense d'après l’ancien nom de la ville de Porto.

## Comtes de Portugal

### Maison de Vímara Peres:868-1071
| Portrait | Nom                   | Règne     | Notes |
| -------- | --------------------- | --------- | --- |
|          | Vímara Peres          | 868-873   | Petit fils du Roi des Asturies Bermude Ier, il est envoyé reconquérir la basse vallée du Douro et la ville de Portucale (Porto) à son embouchure et fonde ainsi le comté de Portucale (Portugal). |
|          | Lucídio Vimaranes     | 873-922   | Sans-doute fils du précédent. |
|          | Diogo Fernandes       | 922-926   | Père de Munias Dias femme de Alvito Lucides fils du précédent. |
|          | Hermenegildo González | 926-943   | Fils du comte Gonçalo de Galice, époux de Mumadona Dias, fille du précédent. |
|          | Mumadona Dias         | 943-950   | Femme du précédent, règne après la mort de celui ci et avant le couronnement de son fils. |
|          | Gonzalo Menéndez      | 950-997   | Fils des précédents. |
|          | Mendo II Gonçalves    | 997-1008  | Fils du précédent et mari de Tutadonna. |
|          | Alvito Nunes          | 1008-1015 | Arrière petit fils de Lucídio Vimaranes et second mari de Tutadonna. |
|          | Nuno Ier Alvites      | 1015-1028 | Fils du précedent. |
|          | Mendo III Nunes       | 1028-1050 | Fils du précedent |
|          | Nuno II Mendes        | 1050-1071 | Fils du précédent, dernier comte de la Maison de Vímara Peres. Il se rebelle contre son seigneur lige le roi de Galice Garcia II mais est vaincu et tué à la bataille de Pedroso.                 |

### Maison de Jiménez: c.1071- c.1090
| Portrait | Nom       | Règne     | Notes |
| -------- | --------- | --------- | --- |
|          | Garcia II | 1071-1090 | Roi de Galice, il prend le contrôle du comté après la rébellion de Nuno II contre lui et sa victoire à Pedroso. Il est vaincu par son frère Sanche II puis tué par son autre frère Alphonse VI. |

### Maison de Bourgogne:1095-1139
| Portrait | Nom          | Règne                | Notes |
| -------- | ------------ | -------------------- | --- |
|          | Henri        | 1095-1112            | Cadet de sa famille, il participa à la Reconquista, rejoignit Alphonse VI et l'aida à conquérir le royaume de Galice. Comme récompense, il reçut la main de la fille du roi, Thérèse et devint également vassal du royaume de León en tant que comte de Portugal.                                                 |
|          | Thérèse      | 1112-1128            | Femme du précédent, elle réclame le comté comme héritage de son oncle et de son mari et le gouverne seule. Partisane d'une union avec la Galice elle est battue par les troupes de son fils à la Bataille de São Mamede.                                                                                          |
|          | Alphonse Ier | 1112-25 juillet 1139 | Fils des précédents. Après sa victoire contre sa mère et sa prise en main complète du comté il s'émancipe progressivement de sa vassalité au Royaume de Castille et, le 25 juillet 1139 il est proclamé roi de Portugal par ses troupes à la suite de sa victoire à la Bataille d'Ourique contre les Almoravides. |